# Ōhara Sōichirō
Ōhara Sōichirō (japanisch 大原 総一郎; geboren am 29. Juli 1909 in Kurashiki (Präfektur Okayama); gestorben am 27. Juli 1968 in Tokio) war ein sozial engagierter japanischer Unternehmer. 

## Leben und Wirken
Ōhara Sōichirō machte im März 1932 seinen Abschluss an der Fakultät für Wirtschaftswissenschaften der Kaiserlichen Universität Tokio und kehrte nach Kurashiki zurück und trat in das Unternehmen „Kurashiki Kinuori“ (倉敷絹織) ein, ein Tochterunternehmen seines Vaters Ōhara Magosaburō, einem Tochterunternehmen von Kurashiki Boseki (倉敷紡績), das von der Familie geführt wurde. 1939 wurde er Präsident und bekleidete ab 1941 auch die Position des Präsidenten der Kurashiki Spinning. Er änderte später den Firmennamen Kurashiki Kinuori in „Kurashiki Rayon“.
1951 war Ōhara Gastgeber der Matisse-Ausstellung im Juni und der Picasso-Ausstellung, im November im Ōhara-Kunstmuseum. Ab 1957 wirkte er als nebenberuflicher Dozent an der Fakultät für Wirtschaftswissenschaften seiner Alma Mater, wo er ab April bis zum 19. Juni zweimal pro Woche Vorlesungen über „Chemical Fiber Industry Theory“ hielt.
Sein Ruf als Manager wurde durch die Industrialisierung von „Vinylon“ (ビニロン), eine  Entwicklung unter seiner Leitung, gestärkt. Er ist aber bekannt für die Einrichtung von dem „Ohara Institute of Agricultural Research“ (大原農業研究所, Ōhara nōgyō kenkyūjo), dem „Ohara Institute of Social Problems“ (大原社会問題研究所, Ōhara kaisha mondai kenkyūjo), dem „Kurashiki Central Hospital“ (倉敷中央病院, Kurashiki chūō byōin) und für die Erweiterung des von seinem Vater gegründeten Ōhara-Kunstmuseum. 
1964 wurde Ōhara Vorsitzender des „National Life Council“ (国民生活審議会, Kokumin seikatsu shingikai). Er betonte die soziale Verantwortung von Unternehmen und befürwortete das Prinzip der Verursacherverantwortung für Umweltverschmutzungsprobleme. Privat war er fasziniert von Robert Schumann und Vincent van Gogh, Musik und Kunst war Teil seines Lebens. Mit Unternehmergeist bis zu seinem Tode gehört er zu den Managern, die Natur, Mensch, Wissenschaft und Technik umfassend neu überdacht haben.